# Matteo Carrara
Matteo Carrara (Alzano Lombardo, Llombardia, 25 de març de 1979) és un ciclista italià, professional des del 2001 al 2012.
En el seu palmarès destaca la victòria a la classificació general de la Volta a Luxemburg de 2010.

## Palmarès
- 2000
  - 1r al Mainfranken-Tour
  - 1r al Giro del Medio Brenta
- 2003
  - 1r al Critèrium dels Abruços
  - Vencedor de 2 etapes de la Volta al llac Qinghai
  - Vencedor d'una etapa a la Volta a Àustria
- 2009
  - 1r al Circuit de Lorena
- 2010
  - 1r a la Volta a Luxemburg

### Resultats a la Volta a Espanya
- 2006. Abandona (20a etapa)
- 2009. 37è de la classificació general

### Resultats al Tour de França
- 2008. 36è de la classificació general